# Coscinasterias calamaria
Coscinasterias calamaria är en sjöstjärneart som först beskrevs av Gray 1840.  Coscinasterias calamaria ingår i släktet Coscinasterias och familjen trollsjöstjärnor. Inga underarter finns listade i Catalogue of Life.